# Bizantinsko-sasanidske vojne
Bizantinsko-sasanidske vojne so bile del Rimsko-perzijskih vojn, imenovane tudi rimsko-iranske vojne, so potekale med grško-rimskim svetom in iranskim svetom, začenši z [Rimska republika|Rimsko republiko]] in Partskim cesarstvom leta 54 pr. n. št. in končale z Rimskim cesarstvom (vključno z Bizantinskim cesarstvom) in Sasanidskim cesarstvom leta 628 n. št. Medtem ko je konflikt med obema civilizacijama vključeval neposredne vojaške spopade, so pomembno vlogo igrala številna vazalna kraljestva in zavezniška nomadska ljudstva, ki so služila kot tampon države ali posredniki za eno ali drugo stran. Kljub skoraj sedmim stoletjem sovražnosti so imele rimsko-perzijske vojne popolnoma nejasen izid, saj sta tako Bizantinci kot Sasanidi bila napadena od Rašidunskega kalifata kot del zgodnjih muslimanskih osvajanj. Ofenzive Rašidunov so povzročile propad Sasanidskega cesarstva in Bizantinsko cesarstvo v veliki meri omejile na Anatolijo za nadaljnje arabsko-bizantinske vojne.
Razen premikov na severu je rimsko-perzijska meja in nato bizantinska meja ostala v veliki meri stabilna skozi celotno trajanje konflikta, čeprav je bila podvržena nenehnim spopadom: mesta, utrdbe in province so bile nenehno oplenjene, zavzete, uničene in zamenjane, vendar nobena stran ni imela logistične moči ali delovne sile, da bi vzdrževala tako dolge kampanje daleč od svojih meja, in zato se nobena ni mogla preveč oddaljiti, ne da bi tvegala preveliko raztezanje svojih meja. Obe strani sta osvajali ozemlja onkraj meje, vendar se je sčasoma ravnotežje skoraj vedno vzpostavilo. Čeprav so se sprva razlikovali v vojaški taktiki, so Rimljani in Perzijci postopoma prevzemali drug od drugega,in do druge polovice 6. stoletja so bili podobni in enakovredni.
Na koncu so se stroški virov med rimsko-perzijskimi vojnami izkazali za katastrofalne za obe strani, saj so jih dolgotrajne in stopnjevane vojne v 6. in 7. stoletju pustile vojaško izčrpane in ranljive ob nenadnem pojavu in širjenju rašidunske vojske. Izkoristivši oslabljeno stanje obeh cesarstev, je Rašidunski kalifat hitro priključil Perzijo na sasanidski fronti in Levant, Kavkaz ter Egipt in preostali del Severne Afrike na bizantinski fronti.

## Bizantinsko-sasanidske vojne v 4. in  5. stoletju
Leta 383 ali 384 je Armenija ponovno postala jabolko spora med Rimskim in Sasanidskim cesarstvom, vendar do sovražnosti ni prišlo. Ker sta bili obe cesarstvi zaposleni z barbarskimi grožnjami s severa, je bil leta 384 ali 387, "Mir v Aciliseneju" med Šapurjem III. in Teodozijem I., ki je razdelil Armenijo med obe državi. Medtem so severna ozemlja Rimskega cesarstva napadla germanska, alanska in hunska ljudstva, medtem ko so perzijske severne meje ogrožala najprej številna hunska ljudstva in nato Heftaliti. Ker sta bili obe cesarstvi zaposleni s temi grožnjami, je sledilo večinoma mirno obdobje, prekinjeno le z dvema kratkima vojnama, prvo v letih 421–422 po tem, ko je Bahram V. preganjal visoke perzijske uradnike, ki so se spreobrnili v krščanstvo in drugo leta 440]], ko je Jazdegerd II. napadel rimsko Armenijo.

## Bizantinsko-sasanidske vojne v 6. stoletju

#### Anastazijeva vojna (502 - 506)
Anastazijeva vojna je končala najdaljše obdobje miru, ki sta ga kdaj koli uživali obe sili. Vojna je izbruhnila, ko je perzijski kralj Kavadh I. poskušal s silo pridobiti finančno podporo od bizantinskega cesarja Anastazija I.; cesar mu je ni hotel zagotoviti in perzijski kralj jo je poskušal vzeti s silo. Leta 502 n. št. je hitro zavzel nepripravljeno mesto Teodozijopolis (Armenija) in oblegal trdnjavsko mesto Amida skozi jesen in zimo (502–503). Obleganje trdnjavskega mesta se je izkazalo za veliko težje, kot je Kavadh pričakoval; branilci so tri mesece odbijali perzijske napade, preden so bili premagani. Leta 503 so Rimljani poskušali neuspešno obleganje Amide, ki so jo držali Perzijci, medtem ko je Kavadh napadel Osroeno in oblegal Edeso z enakimi rezultati.
Končno so leta 504 Rimljani pridobili nadzor z obnovljenim obleganjem Amide, kar je privedlo do padca mesta. Tega leta je bilo doseženo premirje zaradi invazije Hunov iz Kavkaza v Armenijo. Čeprav sta se obe sili pogajali, je bil sporazum dosežen šele novembra 506. Pogajanja med obema silama so potekala, vendar je bilo njuno nezaupanje tako veliko, da so leta 506 Rimljani, sumeč izdajo, zajeli perzijske uradnike. Ko so bili izpuščeni, so Perzijci raje ostali v Nisibisu. Novembra 506 je bil končno dosežen sporazum, vendar je malo znanega o njegovih pogojih. Prokopij navaja, da je bil mir dogovorjen za sedem let in verjetno so bila Perzijcem izplačana nekatera plačila.
Leta 505 je Anastazij ukazal gradnjo velikega utrjenega mesta v Dari (Mezopotamija). Hkrati so bile izboljšane tudi dotrajane utrdbe v Edesi, Batnae in Amidi. Čeprav med Anastazijevo vladavino ni prišlo do nadaljnjih obsežnih konfliktov, so se napetosti nadaljevale, zlasti medtem, ko so potekala dela v Dari. Ta gradbeni projekt naj bi postal ključni del rimske obrambe in tudi trajen vir sporov s Perzijci, ki so se pritoževali, da krši sporazum iz leta 422, po katerem sta se oba imperija strinjala, da ne bosta gradila novih utrdb v obmejnem pasu. Anastazij je projekt nadaljeval kljub perzijskim ugovorom in zidovi so bili dokončani do leta 507–508.

#### Iberska vojna (526–532)
V letih 524–525 n. št. je Kavad I. je predlagal, naj Justin I. posvoji njegovega sina, Kozrava, vendar so se pogajanja kmalu prekinila. Predlog sta sprva z navdušenjem sprejela rimski cesar in njegov nečak, Justinijan, vendar je Justinov kvestor Procul nasprotoval potezi, saj je verjel, da bi Kozravi posvojitev njemu in s tem Perziji dala pravico do cesarskega prestola. Napetosti med obema silama so se še povečale z prebegom iberskega kralja Gourgena k Rimljanom: leta 524/525 so se Iberci uprli Perziji, po zgledu sosednjega krščanskega kraljestva Lazika in Rimljani so rekrutirali Hune s severa Kavkaza, da bi jim pomagali. Sprva sta se obe strani raje borili preko posrednikov, preko arabskih zaveznikov na jugu in Hunov na severu. Odprti rimsko-perzijski spopadi so izbruhnili v regiji Transkavkaz in zgornji Mezopotamiji do leta 526–527. Zgodnja leta vojne so bila naklonjena Perzijcem: do leta 527 je bil iberski upor zatrt, rimska ofenziva proti Nisibisu in Thebethi v tistem letu je bila neuspešna, in sile, ki so poskušale utrditi Thannuris in Melabaso, so bile pri tem preprečene z perzijskimi napadi. Poskušajoč odpraviti pomanjkljivosti, ki so jih razkrili ti perzijski uspehi, je novi rimski cesar Justinijan I. reorganiziral vzhodne vojske. Leta 528 je Belizar neuspešno poskušal zaščititi rimske delavce v Thannurisu, ki so gradili utrdbo tik ob meji. Škodljivi napadi Lakmidov na Sirijo leta 529 so Justinijana spodbudili, da je okrepil svoje arabske zaveznike, pomagajoč gasanidskemu vodji Al-Haritu ibn Džabalahu, da je ohlapno koalicijo spremenil v koherentno kraljestvo.
Leta 530 je bila velika perzijska ofenziva v Mezopotamiji poražena s strani rimskih sil pod Belizarjem pri Dari, medtem ko je bil drugi perzijski prodor na Kavkaz poražen s strani Sita pri Satali. Belizarja so porazile perzijske in lakmidske sile v bitki pri Kaliniku leta 531, kar je povzročilo njegovo razrešitev. Istega leta so Rimljani pridobili nekaj utrdb v Armeniji, medtem ko so Perzijci zavzeli dve utrdbi v vzhodni Laziki. Takoj po bitki pri Kaliniku so potekala neuspešna pogajanja med Justinijanovim odposlancem Hermogenom in Kavadom. Perzijsko obleganje Martiropolisa je prekinila smrt Kavada I. in novi perzijski kralj Kozrav I. je ponovno odprl pogovore spomladi 532 in končno podpisal Večni mir septembra 532, ki je trajal manj kot osem let. Obe sili sta se strinjali, da bosta vrnili vsa zasedena ozemlja in Rimljani so se strinjali, da bodo izvedli enkratno plačilo 110 centenarijev (11.000 funtov zlata). Rimljani so si povrnili lazijske utrdbe, Iberija je ostala v perzijskih rokah in Ibercem, ki so zapustili svojo državo, je bila dana izbira, ali bodo ostali na rimskem ozemlju ali se bodo vrnili v svojo domovino.

### Lazijska vojna (541–562)
| Bizantinsko cesarstvo Pridobitve Justinijana | Sasanidsko cesarstvo Sasanidski vazali |

Perzijci so prekinili Pogodbo o večnem miru leta 540, verjetno kot odgovor na rimsko ponovno osvojitev večjega dela nekdanjega Zahodnega rimskega cesarstva, ki je bila olajšana s prenehanjem vojne na vzhodu. Kozrav I. je napadel in opustošil Sirijo, izsiljeval velike vsote denarja od mest v Siriji in Mezopotamiji ter sistematično ropal druga mesta, vključno z Antiohijo, katere prebivalstvo je bilo deportirano na perzijsko ozemlje. Uspešne Belizarjeve kampanje na zahodu so spodbudile Perzijce k vrnitvi v vojno, tako da so izkoristili rimsko zasedenost drugje in poskušali preprečiti širitev rimskega ozemlja in virov. Leta 539 je ponovno izbruh sovražnosti napovedal lakmidski napad pod vodstvom al-Mundhirja IV., ki so ga premagali Gasanidi pod Al-Harit V. ibn Džabalom. Leta 540 so Perzijci prekinili "Pogodbo o večnem miru" in Kozrav I. je napadel Sirijo, uničil mesto Antiohijo in deportiral njeno prebivalstvo v Veh Antiok Kozrov v Perziji; ko se je umikal, je izsiljeval velike vsote denarja od mest v Siriji in Mezopotamiji in sistematično ropal ključna mesta. Leta 541 je napadel Laziko na severu. Justinijan je Belizarja hitro poklical nazaj na vzhod, da bi se spopadel s perzijsko grožnjo, medtem ko so Ostrogoti v Italiji, ki so bili v stiku s perzijskim kraljem, sprožili protinapad pod Totilo. Belizar je prevzel poveljstvo in vodil neuspešno kampanjo proti Nisibisu leta 541. Istega leta je Lazika prešla na perzijsko stran in Kozrav je vodil vojsko, da bi zavaroval kraljestvo. Leta 542 je Kozrav sprožil še eno ofenzivo v Mezopotamiji in neuspešno poskušal zavzeti Sergiopolis. Kmalu se je umaknil pred vojsko pod Belizarjem, na poti pa je oplenil mesto Callinicum. Napadi na številna rimska mesta so bili odbiti in perzijski general Mihr-Mihroe je bil poražen in ujet pri Dari (Mezopotamija) s strani Johna Troglite. Invazija na Armenijo leta 543 s strani rimskih sil na vzhodu, ki so štele 30.000 mož proti prestolnici perzijske Armenije Dvinu, je bila poražena z natančno zasedo majhne perzijske sile pri Anglonu. Kozrav je oblegal Edeso leta 544 brez uspeha in so ga branilci sčasoma odkupili. Prebivalci Edese so Kozravu plačali pet centenarijev, Perzijci pa so odšli po skoraj dveh mesecih. Po perzijskem umiku sta dva rimska odposlanca, novoimenovani magister militum, Konstantin, in Sergij odšla v Ktezifon, da bi se dogovorila o premirju s Kozravom. (Vojna se je vlekla pod drugimi generali in jo je do neke mere ovirala Justinijanova kuga, zaradi katere se je Kozrav začasno umaknil z rimskega ozemlja) Petletno premirje je bilo dogovorjeno leta 545, zavarovano z rimskimi plačili Perzijcem.
V začetku leta 548 je kralj Gubazes II. iz Lazike, ki je perzijsko zaščito smatral za zatiralsko, prosil Justinijana, naj obnovi rimski protektorat. Cesar je izkoristil priložnost in v letih 548–549 so združene rimske in laziške sile z magister militum Armenije Dagistheusom dosegle vrsto zmag proti perzijskim vojskam, čeprav jim ni uspelo zavzeti ključne garnizije Petre (današnji Tsikhisdziri). Leta 551 je general Bessas (magister militum), ki je zamenjal Dagistheusa, prevzel nadzor nad Abhazijo in preostalo Laziko ter končno podredil Petro po hudih bojih, pri čemer je porušil njene utrdbe. Istega leta je perzijska ofenziva pod vodstvom Mihr-Mihroeja zasedla vzhodno Laziko. Premirje, ki je bilo vzpostavljeno leta 545, je bilo zunaj Lazike podaljšano za nadaljnjih pet let pod pogojem, da Rimljani plačajo 2.000 funtov zlata letno. Rimljani niso uspeli popolnoma izgnati Sasanidov iz Lazike; leta 554 je Mihr-Mihroe sprožil nov napad, pri čemer je novo prispelo bizantinsko vojsko pregnal iz Telephisa. V Laziki se je vojna vlekla neodločno več let, pri čemer nobena stran ni mogla doseči večjih pridobitev. Kozrav, ki se je zdaj moral spopasti z Belimi Huni, je premirje obnovil leta 557, tokrat brez izključitve Lazike; pogajanja so se nadaljevala za dokončno mirovno pogodbo. Končno sta leta 562 odposlanca Justinijana in Kozrava – Peter Patricij in Izedh Gushnap – sklenila Petdesetletno mirovno pogodbo. Perzijci so se strinjali, da bodo evakuirali Laziko in prejeli letno subvencijo v višini 30.000 nomismata (solidi). Obe strani sta se strinjali, da ne bosta gradili novih utrdb blizu meje in da bosta olajšali omejitve glede diplomacije in trgovine.

### Vojna za Kavkaz (572 – 591)
Vojna je ponovno izbruhnila kmalu po tem, ko sta se Armenija in Iberija leta 571 uprli sasanidski vladavini, po spopadih, ki so vključevali rimske in perzijske posrednike v Jemnu (med Aksumiti in Himjariti) in sirski puščavi, ter po rimskih pogajanjih za zavezništvo z Zahodnim turškim kaganatom proti Perziji. Justin II. je Armenijo vzel pod svojo zaščito, medtem ko so rimske čete pod Justinovim bratrancem |Marcianom napadle Arzanene in vdrle v perzijsko Mezopotamijo, kjer so premagale lokalne sile. Marcianova nenadna razrešitev in prihod čet pod Khosraujem sta povzročila opustošenje Sirije, neuspeh rimskega obleganja Nisibisa in padec Dare. Za ceno 45.000 solidov je bilo dogovorjeno enoletno premirje v Mezopotamiji (ki se je sčasoma podaljšalo na pet let), vendar se je vojna nadaljevala na Kavkazu in na puščavskih mejah. Leta 575 je Khosrau I poskušal združiti agresijo v Armeniji z razpravo o trajnem miru. Napadel je Anatolijo in oplenil Sebasteio, vendar ni uspel zavzeti Teodozijopolisa in po spopadu blizu Melitene je vojska utrpela velike izgube med begom čez Evfrat pod rimskim napadom, perzijska kraljeva prtljaga pa je bila zajeta.
Rimljani so izkoristili perzijsko zmedo, ko je general Justinijan (magister militum per Orientem) vdrl globoko na perzijsko ozemlje in napadel Atropatene. Kozrav je iskal mir, vendar je opustil to pobudo, ko se je perzijsko zaupanje povrnilo, potem ko je Tamkhusro zmagal v Armeniji, kjer so rimska dejanja odtujila lokalne prebivalce. Spomladi 578 se je vojna v Mezopotamiji nadaljevala s perzijskimi napadi na rimsko ozemlje. Rimski general in poznejši cesar Mavricij  se je maščeval z napadom na perzijsko Mezopotamijo, zavzetjem trdnjave Aphumon in plenjenjem Singare. Kozrav je ponovno začel mirovna pogajanja, vendar je umrl v začetku leta 579, njegov naslednik Hormizd IV. pa je raje nadaljeval vojno.
Leta 580 je Hormizd IV. ukinil Ibersko monarhijo in Iberijo spremenil v perzijsko provinco, ki ji je vladal marzpan (guverner). V 580-ih letih se je vojna nadaljevala brez odločilnega izida z zmagami na obeh straneh. Leta 582 je Maurice zmagal v bitki pri Konstanciji proti Adarmahanu in Tamkhusru, ki je bil ubit, vendar rimski general ni izkoristil svoje zmage; moral je pohiteti v Konstantinopel, da bi uresničil svoje cesarske ambicije. Še ena rimska zmaga pri Solahonu leta 586 prav tako ni prekinila zastoja.
Perzijci so leta 589 z izdajo zavzeli Martiropolis, vendar je bil tistega leta zastoj prekinjen, ko je perzijski general Bahram Chobin, ki ga je Hormizd IV. odpustil in ponižal, sprožil upor. Hormizd je bil leta 590 strmoglavljen v palačnem udaru in ga je zamenjal njegov sin Kozrav II., vendar je Bahram kljub temu nadaljeval z uporom in poraženi Kozrav je bil kmalu prisiljen pobegniti na varno na rimsko ozemlje, medtem ko je Bahram zasedel prestol kot Bahram VI. S podporo Mavricija je Khosrau sprožil upor proti Bahramu in leta 591 so združene sile njegovih privržencev in Rimljanov premagale Bahrama Blarathonu]in Khosraua II. vrnile na oblast. V zameno za njihovo pomoč Kozrav ni le vrnil Dare in Martiyropolisa, ampak se je tudi strinjal, da bo Rimljanom odstopil zahodno polovico Iberije in več kot polovico perzijske Armenije.

### Bizantinsko-sasanidska vojna v 7. stoletju in zaključek
Glej tudi: Bizantinsko-sasanidska vojna (602–628) in Obleganje Konstantinopla (626) in Bitka pri Ninivah
Leta 602 se je rimska vojska, ki je bojevala Mavricijeve balkanske kampanje proti Avarom in Slovanom, uprla pod vodstvom Fokasa, ki mu je uspelo zasesti prestol in nato ubiti Mavricija in njegovo družino. Kozrav II. je umor svojega dobrotnika uporabil kot izgovor za vojno in ponovno osvojitev rimske province Mezopotamije. V zgodnjih letih vojne so Perzijci doživeli izjemen in brezprimeren uspeh. Pomagala sta jim Kozravova uporaba pretendenta, ki se je izdajal za Mavricijevega sina in upor proti Fokasu, ki ga je vodil rimski general Narses. Leta 603 je Kozrav premagal in ubil rimskega generala Germana v Mezopotamiji in oblegal Daro. Kljub prihodu rimskih okrepitev iz Evrope je leta 604 dosegel še eno zmago, medtem ko je Dara padla po devetmesečnem obleganju. V naslednjih letih so Perzijci postopoma z obleganjem, eno za drugo, premagovali trdnjavska mesta Mezopotamije. Hkrati so dosegli vrsto zmag v Armeniji in sistematično podredili rimske garnizone na Kavkazu.
Fokasovo brutalno zatiranje je sprožilo nasledstveno krizo, ki je nastala, ko je general Heraklij starejši poslal svojega nečaka Niketa, da napade Egipt, kar je njegovemu mlajšemu sinu Herakliju, omogočilo, da je leta 610 zasedel prestol. Fokas, nepriljubljen vladar, ki je v bizantinskih virih vedno opisan kot "tiran", je bil sčasoma odstavljen s strani Heraklija, potem ko je priplul iz Kartagine. Približno ob istem času so Perzijci dokončali osvojitev Mezopotamije in Kavkaza, leta 611 pa so preplavili Sirijo in vstopili v Anatolijo, zasedli Caesarejo. Potem ko je leta 612 izgnal Perzijce iz Anatolije, je Heraklij leta 613 sprožil veliko protiofenzivo v Siriji. Bil je odločno poražen pred Antiohijo s strani Šahrbaraza in Šahina in rimski položaj se je sesul.
V naslednjem desetletju so Perzijci uspeli osvojiti Palestino, Egipt, Rodos in več drugih otokov v vzhodnem Egejskem morju, ter opustošiti Anatolijo. Medtem so Avari in Slovani izkoristili situacijo za preplavitev Balkana, kar je Rimsko cesarstvo pripeljalo na rob uničenja.
V teh letih si je Heraklij prizadeval obnoviti svojo vojsko, zmanjšal je nevojaške izdatke, devalviral valuto in pretopil cerkveno posodo, s podporo patriarha Sergija, da bi zbral potrebna sredstva za nadaljevanje vojne. Leta 622 je Heraklij zapustil Konstantinopel, mesto pa je zaupal Sergiju in generalu Bonusu kot regentoma svojega sina. Zbral je svoje sile v Mali Aziji in po vajah za oživitev njihove morale je sprožil novo protiofenzivo, ki je dobila značaj svete vojne. Na Kavkazu je zadal poraz vojski, ki jo je vodil arabski poglavar, zaveznik Perzijcev, nato pa je zmagal nad Perzijci pod Šahrbarazom. Po zatišju leta 623, medtem ko se je pogajal o premirju z Avari, je Heraklij leta 624 nadaljeval svoje pohode na vzhodu in pri Ganzaku v Atropateni premagal vojsko, ki jo je vodil Kozrav. Leta 625 je v Armeniji premagal generale Šahrbaraza, Šahina in Šahraplakana in v presenetljivem napadu tisto zimo je zavzel Šahrbarazov štab in napadel njegove čete v njihovih zimskih bivališčih. Podprti s perzijsko vojsko, ki ji je poveljeval Shahrbaraz, skupaj z Avari in Slovani, so trije neuspešno oblegali Konstantinopel leta 626, medtem ko je druga perzijska vojska pod Šahinom utrpela še en uničujoč poraz s strani Heraklijevega brata Teodorja.
Medtem je Heraklij sklenil zavezništvo z Zahodnim turškim kaganatom, ki je izkoristil upadajočo moč Perzijcev za pustošenje njihovih ozemelj na Kavkazu. Konec leta 627 je Heraklij sprožil zimsko ofenzivo v Mezopotamijo, kjer kljub dezertiranju turškega kontingenta, ki ga je spremljal, je premagal Perzijce v bitki pri Ninivah. Nadaljeval je proti jugu ob Tigrisu, oplenil je Kozravovo veliko palačo v Dastagirtu in bil preprečen pri napadu na Ktezifon le z uničenjem mostov na kanalu Nahravan. Kozrava je strmoglavil in ubil v državnem udaru, ki ga je vodil njegov sin Kavadh II., ki je takoj zaprosil za mir in se strinjal z umikom iz vseh zasedenih ozemelj. Heraklij je leta 629 z veličastno slovesnostjo vrnil Pravi križ v Jeruzalem.

## Posledice
Uničujoč vpliv te zadnje vojne, dodan kumulativnim učinkom stoletja skoraj neprekinjenega konflikta, je ohromil obe cesarstvi. Ko je Kavadh II. umrl le nekaj mesecev po prevzemu prestola, je Perzija za več let padla v dinastične nemire in državljansko vojno. Sasanide so dodatno oslabili gospodarski propad, visoki davki zaradi kampanj Kozrava II., verski nemiri in naraščajoča moč dehqanov (provincialnih posestnikov). Bizantinsko cesarstvo je bilo prav tako močno prizadeto, saj so bile njegove finančne rezerve izčrpane zaradi vojne, Balkan pa je bil zdaj v veliki meri v rokah Slovanov. Poleg tega je bila Anatolija opustošena zaradi ponavljajočih se perzijskih vpadov; nadzor cesarstva nad nedavno pridobljenimi ozemlji na Kavkazu, v Siriji, Mezopotamiji, Palestini in Egiptu je bil oslabljen zaradi dolgoletne perzijske okupacije.
Nobeno cesarstvo ni dobilo priložnosti za okrevanje, saj so jih v nekaj letih prizadeli napadi Arabcev (novo združenih z islamom), kar je po Howard-Johnstonu »mogoče primerjati le s človeškim cunamijem«. Po besedah Georgea Liske je »nepotrebno podaljšan bizantinsko-perzijski konflikt odprl pot islamu«. Sasanidsko cesarstvo je hitro podleglo tem napadom in bilo popolnoma osvojeno. Med bizantinsko-arabskimi vojnami so bile izgubljene tudi izčrpane vzhodne in južne province Rimskega cesarstva, nedavno pridobljene Sirija, Armenija, Egipt in Severna Afrika, kar je cesarstvo zmanjšalo na ozemeljski ostanek, ki je obsegal Anatolijo in razpršene otoke ter oporišča na Balkanu in v Italiji. Te preostale dežele so bile temeljito osiromašene zaradi pogostih napadov, kar je zaznamovalo prehod iz klasične urbane civilizacije v bolj podeželsko, srednjeveško obliko družbe. Vendar pa je Rimsko cesarstvo, za razliko od Perzije, na koncu preživelo arabski napad, obdržalo svoja preostala ozemlja in odločno odbilo dve arabski obleganji svoje prestolnice v letih 674–678 in 717–718. Rimsko cesarstvo je v kasnejših konfliktih izgubilo tudi svoja ozemlja na Kreti in v južni Italiji v korist Arabcev, čeprav so bila tudi ta sčasoma ponovno pridobljena.

## Strategije in vojaške taktike
Ko sta se Rimsko in Partsko cesarstvo prvič spopadla v 1. stoletju pr. n. št., se je zdelo, da ima Partija potencial, da svojo mejo potisne do Egejskega morja in Sredozemlja. Vendar so Rimljani odbili veliko invazijo na Sirijo in Anatolijo s strani Pakorja in Labiena ter so postopoma lahko izkoristili slabosti partskega vojaškega sistema, ki je bil po mnenju Georgea Rawlinsona prilagojen za nacionalno obrambo, vendar slabo primeren za osvajanje. Rimljani pa so nenehno spreminjali in razvijali svojo »veliko strategijo« od Trajanovega časa naprej in so bili do časa Pakorja sposobni prevzeti ofenzivo proti Partom. Tako kot Sasanidi v poznem 3. in 4. stoletju so se Parti na splošno izogibali kakršni koli dolgotrajni obrambi Mezopotamije proti Rimljanom. Vendar Iranska planota ni nikoli padla, saj so rimske odprave vedno izčrpale svoj ofenzivni zagon, ko so dosegle spodnjo Mezopotamijo in njihova podaljšana komunikacijska linija skozi ozemlje, ki ni bilo dovolj umirjeno, jih je izpostavila uporom in protinapadom.
Od 4. stoletja našega štetja naprej so Sasanidi rasli v moči in prevzeli vlogo agresorja. Menili so, da velik del ozemlja, dodanega Rimskemu cesarstvu v partskih in zgodnjih sasanidskih časih, upravičeno pripada perzijski sferi. Everett Wheeler trdi, da so "Sasanidi, administrativno bolj centralizirani kot Parti, formalno organizirali obrambo svojega ozemlja, čeprav niso imeli stalne vojske do Kozrava I.". Na splošno so Rimljani Sasanide obravnavali kot resnejšo grožnjo kot Parte, medtem ko so Sasanidi Rimsko cesarstvo obravnavali kot sovražnika par excellence. Posredno vojskovanje so uporabljali tako Bizantinci kot Sasanidi kot alternativo neposrednemu spopadu, zlasti prek arabskih kraljestev na jugu in nomadskih narodov na severu.
Vojaško so Sasanidi nadaljevali močno odvisnost Partov od konjenice: kombinacija konjskih lokostrelcev in katafraktov; slednji so bili težka oklepna konjenica, ki jo je zagotavljala aristokracija. Dodali so kontingent bojnih slonov, pridobljenih iz doline Inda, vendar je bila kakovost njihove pehote slabša od rimske. Združene sile konjskih lokostrelcev in težke konjenice so rimskim pešcem zadale več porazov, vključno s tistimi, ki jih je vodil Mark Licinij Kras (Bitka pri Kari leta 53 pr. n. št.), Mark Antonij leta 36 pr. n. št. in Valerijan (Bitka pri Edesi leta 260 n. št.). Partske taktike so postopoma postale standardna metoda vojskovanja v Rimskem imperiju in enote kataphractarii in clibanarii so bile uvedene v rimsko vojsko; posledično se je močno oborožena konjenica povečala po pomembnosti tako v rimski kot v perzijski vojski po 3. stoletju n. št. in do konca vojn. Rimska vojska je postopoma vključila tudi konjske lokostrelce (Equites Sagittarii), in do 5. stoletja n. št. niso bili več najemniška enota in so bili posamezno nekoliko boljši v primerjavi s perzijskimi, kot trdi Prokopij; vendar so perzijske enote konjskih lokostrelcev kot celota vedno ostale izziv za Rimljane, kar kaže, da so bili rimski konjski lokostrelci manj številčni. V času Khosrowa I so se pojavili sestavljeni konjeniki (aswaran), ki so bili spretni tako v lokostrelstvu kot v uporabi kopja.
Po drugi strani so Perzijci prevzeli vojne stroje od Rimljanov. Rimljani so dosegli in ohranili visoko stopnjo prefinjenosti v obleganju in razvili vrsto oblegovalnih strojev. Po drugi strani so bili Parti nesposobni pri obleganju; njihove konjeniške vojske so bile bolj primerne za "taktike udari in pobegni", ki so uničile Antonijev vojaški pratež leta 36 pr. n. št. Situacija se je spremenila z vzponom Sasanidov, ko je Rim naletel na sovražnika, ki je bil enako sposoben v obleganju. Sasanidi so večinoma uporabljali nasipe, ovne, mine in v manjši meri oblegovalne stolpe, artilerijo, in tudi kemično orožje, kot v Dura-Europosu (256) in Petra (550–551). Uporaba kompleksne torzijske opreme je bila redka, saj je tradicionalno perzijsko strokovno znanje na področju lokostrelstva zmanjšalo njihove očitne koristi. Sloni so bili uporabljeni (npr. kot oblegovalni stolpi), kjer je bil teren neugoden za stroje. Nedavne ocene, ki primerjajo Sasanide in Parte, so potrdile premoč sasanidske oblegovalne tehnike, vojaškega inženirstva in organizacije, kot tudi sposobnost gradnje obrambnih del.
Na začetku sasanidske vladavine je med cesarstvi obstajalo več tamponskih držav. Te so bile sčasoma absorbirane v centralno državo, in do 7. stoletja je bila zadnja tamponska država, arabska Lakhmidi, priključena Sasanidskemu cesarstvu. Frye ugotavlja, da so v 3. stoletju n. št. takšne odvisne države igrale pomembno vlogo v rimsko-sasanidskih odnosih, vendar sta jih oba imperija postopoma nadomestila z organiziranim |obrambnim sistemom, ki ga je vodila centralna vlada in je temeljil na liniji utrdb (limes) in utrjenih obmejnih mestih, kot je bila Dara (Mezopotamija). Proti koncu 1. stoletja n. št. je Rim organiziral zaščito svojih vzhodnih meja s sistemom limes, ki je trajal do muslimanskih osvajanj v 7. stoletju po izboljšavah Dioklecijana. Tako kot Rimljani so tudi Sasanidi gradili obrambne zidove nasproti ozemlju svojih nasprotnikov. Po R. N. Fryeu je bil perzijski sistem razširjen pod Šapurjem II., verjetno po zgledu Dioklecijanove gradnje limesa sirskih in mezopotamskih meja Rimskega cesarstva. Rimske in perzijske obmejne enote so bile znane kot limitanei oziroma marzobani.
Sasanidi in v manjši meri Parti, so prakticirali množične deportacije v nova mesta kot orodje politike, ne le vojnih ujetnikov (kot so tisti iz Bitke pri Edesi), ampak tudi mest, ki so jih osvojili, kot je deportacija prebivalcev Antiohije v Veh Antiok Kozrov, kar je privedlo do propada slednjega. Te deportacije so sprožile tudi širjenje krščanstva v Perziji.
Zdi se, da so se Perzijci neradi zatekali k pomorskim akcijam. Nekaj manjših sasanidskih pomorskih akcij je bilo v letih 620–23, edina večja akcija bizantinske mornarice pa je bila med obleganjem Konstantinopla (626).

## Ocene
Rimsko-perzijske vojne so bile označene kot 'jalove' in preveč »depresivne in dolgočasne za razmišljanje«. Preroško je Kasij Dion opazil njihov »neskončen cikel oboroženih spopadov« in ugotovil, da »dejstva sama kažejo, da je [Severusova] osvojitev za nas vir nenehnih vojn in velikih stroškov. Kajti prinaša zelo malo in porabi ogromne vsote; in zdaj, ko smo se razširili na ljudstva, ki so sosedje Medijcev in Partov, namesto nas samih, se vedno, lahko bi rekli, borimo v bitkah teh ljudstev.« V dolgi seriji vojn med obema silama je meja v zgornji Mezopotamiji ostala bolj ali manj stalna. Zgodovinarji poudarjajo, da je stabilnost meje skozi stoletja izjemna, čeprav so Nisibis, Singara, Dara in druga mesta zgornje Mezopotamije občasno menjala lastnike, in posedovanje teh obmejnih mest je enemu imperiju dajalo trgovinsko prednost pred drugim. Kot navaja Frye:
Dobi se vtis, da je kri, prelita v vojni med obema državama, prinesla eni ali drugi strani tako malo resničnega dobička kot nekaj metrov zemlje, pridobljenih po strašni ceni v jarkovski vojni prve svetovne vojne.
Obe strani sta poskušali upravičiti svoje vojaške cilje tako aktivno kot reaktivno. Po ismu Tansarja in muslimanskem piscu Al-Tha'alibiju sta bili invaziji Ardaširja I in Pakorja I na rimska ozemlja, oziroma, maščevanje za osvojitev Perzije s strani Aleksandra Velikega, za katero se je mislilo, da je vzrok za kasnejšo iransko zmedo; to se ujema z idejo imitatio Alexandri, ki so jo cenili rimski cesarji Karakala, Aleksander Sever in Julijan. Rimski viri razkrivajo dolgoletne predsodke glede običajev, verskih struktur, jezikov in oblik vladavine vzhodnih sil. John F. Haldon poudarja, da "čeprav so se konflikti med Perzijo in Vzhodnim Rimom vrteli okoli vprašanj strateškega nadzora na vzhodni meji, je bil vedno prisoten versko-ideološki element". Od časa Konstantina naprej so se rimski cesarji imenovali za zaščitnike kristjanov v Perziji. Ta odnos je povzročil močne sume glede zvestobe kristjanov, ki so živeli v Sasanidskem Iranu in pogosto vodil do rimsko-perzijskih napetosti ali celo vojaških spopadov (npr. v rimsko-sasanidski vojni 421–422). Značilnost zadnje faze konflikta, ko se je tisto, kar se je začelo leta 611–612 kot napad, kmalu preoblikovalo v osvajalno vojno, je bila premoč križa kot simbola cesarske zmage in močan verski element v rimski cesarski propagandi; Heraklij je sam predstavil Hozroja kot božjega sovražnika, avtorji 6. in 7. stoletja pa so bili ostro sovražni do Perzije.

## Historiografija
Viri za zgodovino Partije in vojn z Rimom so skopi in razpršeni. Parti so sledili ahemenidski tradiciji in dajali prednost ustni historiografiji, kar je zagotovilo popačenje njihove zgodovine, ko so bili premagani. Glavni viri tega obdobja so tako rimski (Tacit, Marij Maksim in Justin) in grški zgodovinarji (Herodijan, Kasij Dion in Plutarh). 13. knjiga Sibilinskih prerokb pripoveduje o posledicah rimsko-perzijskih vojn v Siriji od vladavine Gordijana III. do prevlade province s strani Odenata iz Palmire. S koncem Herodijanovega zapisa so izgubljene vse sodobne kronološke pripovedi rimske zgodovine, do pripovedi Laktancija in Evzebija v začetku 4. stoletja, obe s krščanskega vidika.
Glavni viri za zgodnje sasanidsko obdobje niso sodobni. Med njimi so najpomembnejši Grka Agatij in Malalas, perzijska muslimana al-Tabari in Firduzi, armenski Agatangel ter sirski kroniki Kronika Edese in Kronika Arbele, od katerih je večina temeljila na poznih sasanidskih virih, zlasti Khwaday-Namag. Historia Augusta ni niti sodobna niti zanesljiva, vendar je glavni pripovedni vir za Severa in Kara. Trilingvistični (srednjeperzijski, partski, grški) napisi Šapurja so primarni viri.
Za obdobje med letoma 353 in 378 obstaja vir iz prve roke o glavnih dogodkih na vzhodni meji v delu Res Gestae Amijan Marcelin. Za dogodke, ki zajemajo obdobje med 4. in 6. stoletjem, so še posebej dragocena dela Sozomena, Zosima, Priska in Ivana Zonarasa. Najpomembnejši vir za Justinijanove perzijske vojne do leta 553 je Prokopij. Njegovi nadaljevalci Agatij in Menander Protektor prav tako ponujata veliko pomembnih podrobnosti. Teofilakt Simokat je glavni vir za vladavino Mavricija, medtem ko so Teofan Spovednik, Velikonočna kronika in pesmi Jurija iz Pizidije uporabni viri za zadnjo rimsko-perzijsko vojno. Poleg bizantinskih virov prispevata k skladni pripovedi o Heraklijevi vojni tudi dva armenska zgodovinarja, Sebeos in Movses Khorenatsi, ki ju Howard-Johnston obravnava kot "najpomembnejša med obstoječimi nemuslimanskimi viri".

### Primarni viri
- Agathias, Histories. Book 4.
- Aurelius Victor, Liber de Caesaribus. See original text in the Latin Library.[1]
- Kasij Dion, Roman History. Book LXXX. Translated by Earnest Cary.[2]
- Chronicon Paschale. See the original text in Google Books[3]
- Corippus, Johannis[4] Book I.
- Eutropius, Abridgment of Roman History. Book IX. Translated by the Rev. John Selby Watson.[5]
- Herodian, History of the Roman Empire. Book VI. Translated by Edward C. Echols.[6]
- John of Epiphania. History[7]
- Joshua the Stylite, Chronicle. Translated by William Wright.[8]
- Justin, Historiarum Philippicarum. Book XLI. See original text in the Latin Library.[9]
- Lactantius, De Mortibus Persecutorum. See original text in the Latin Library.[10]
- Plutarch, Antony. Translated by John Dryden.
- Plutarch, Crassus. Translated by John Dryden.
- Plutarch, Sylla. Translated by John Dryden.
- Procopius, History of the Wars, Book II. Translated by H. B. Dewing.
- Sibylline Oracles. Book XIII. Translated by Milton S. Terry.
- Sozomen, Ecclesiastical History, Book II. Translated by Chester D. Hartranft, Philip Schaff and Henry Wace.[11]
- Tacit, The Annals. Translation based on Alfred John Church and William Jackson Brodribb.
- Theophanes the Confessor. Chronicle. See original text in Documenta Catholica Omnia. (PDF)[12]
- Theophylact Simocatta. History. Books I and V. Translated by Michael and Mary Whitby. (PDF)[13]
- Vegetius. Epitoma Rei Militaris. Book III. See original text in the Latin Library.[14]
- Zacharias Rhetor. Historia Ecclesiastica.

Predloga:Divcol-end

### Sekundarni viri
Predloga:Sfn whitelist
Predloga:Divcol
- Ball, Warwick (2000). Rome in the East: The Transformation of an Empire. Routledge. ISBN 0-415-24357-2.
- Barnes, T. D (1985). »Constantine and the Christians of Persia«. The Journal of Roman Studies. 75: 126–136. doi:10.2307/300656. ISSN 0013-8266. JSTOR 300656. S2CID 162744718.
- Barnett, Glenn (2017). Emulating Alexander: How Alexander the Great's Legacy Fuelled Rome's Wars With Persia (First izd.). Great Britain: Pen and Sword Military. str. 232. ISBN 978-1526703002.
- Baynes, Norman H. (1912). »The restoration of the Cross at Jerusalem«. The English Historical Review. 27 (106): 287–299. doi:10.1093/ehr/XXVII.CVI.287. ISSN 0013-8266.
- Predloga:The Cambridge History of Iran
- Predloga:Cambridge Ancient History
- Boyd, Kelly (2004). »Byzantium«. Encyclopedia of Historians and Historical Writing. Taylor & Francis. ISBN 1-884964-33-8.
- Börm, Henning (2016). "A Threat or a Blessing? The Sasanians and the Roman Empire". In Binder, Carsten; Börm, Henning; Luther, Andreas (eds.): Diwan. Studies in the History and Culture of the Ancient Near East and the Eastern Mediterranean. Wellem, 615–646.
- Bury, John Bagnall (1923). History of the Later Roman Empire. Macmillan.
- Cameron, Averil (1979). »Images of Authority: Elites and Icons in Late Sixth-century Byzantium«. Past and Present (84): 3–35. doi:10.1093/past/84.1.3.
- Predloga:Cambridge Ancient History
- Cornuelle, Chris. »An Overview of the Sassanian Persian Military«. Thomas Harlan. Pridobljeno 23. septembra 2013.
- De Blois, Lukas; van der Spek, R. J. (2008). An Introduction to the Ancient World. Routledge. ISBN 978-1134047925.
- Dignas, Beate; Winter, Engelbert (2007). Rome and Persia in Late Antiquity. Neighbours and rivals. Cambridge University Press. ISBN 978-3-515-09052-0.
- Dodgeon, Michael H.; Greatrex, Geoffrey; Lieu, Samuel N. C. (2002). The Roman Eastern Frontier and the Persian Wars (Part I, 226–363 AD). Routledge. ISBN 0-415-00342-3.
- Evans, James Allan. »Justinian (AD 527–565)«. Online Encyclopedia of Roman Emperors. Pridobljeno 19. maja 2007.
- »Excavations In Iran Unravel Mystery Of "Red Snake"«. Science Daily. 26. februar 2008. Science News. Pridobljeno 3. junija 2008.
- Foss, Clive (1975). »The Persians in Asia Minor and the End of Antiquity«. The English Historical Review. 90: 721–747. doi:10.1093/ehr/XC.CCCLVII.721.
- Frye, R. N. (1993). »The Political History of Iran under the Sassanians«.  V Bayne Fisher, William; Gershevitch, Ilya; Yarshater, Ehsan; Frye, R. N.; Boyle, J. A.; Jackson, Peter; Lockhart, Laurence; Avery, Peter; Hambly, Gavin; Melville, Charles (ur.). The Cambridge History of Iran. Cambridge University Press. ISBN 0-521-20092-X.
- Predloga:Cambridge Ancient History
- Gabba, Reno E. (1965). »Sulle Influenze Reciproche Degli Ordinamenti de Parti e Dei Romani«. Atti del Convegno sul Terma: la Persia e il Mondo Greco-Romano (v italijanščini). Accademia Nazionale del Lincei.
- Garnsey, Peter; Saller, Richard P. (1987). »The Roman Empire«. The Roman Empire: Economy, Society and Culture. University of California Press. ISBN 0-520-06067-9.
- Grabar, André (1984). L'Iconoclasme Byzantin: le Dossier Archéologique (v francoščini). Flammarion. ISBN 2-08-081634-9.
- Greatrex, Geoffrey; Lieu, Samuel N. C. (2002). The Roman Eastern Frontier and the Persian Wars (Part II, 363–630 AD). Routledge. ISBN 0-415-14687-9.
- Haldon, John (1997). Byzantium in the Seventh Century: the Transformation of a Culture. Cambridge University Press. ISBN 0-521-31917-X.
- Predloga:Warfare, State and Society in the Byzantine World, 565–1204
- Howard-Johnston, James (2006). East Rome, Sasanian Persia And the End of Antiquity: Historiographical And Historical Studies. Ashgate. ISBN 0-86078-992-6.
- Isaak, Benjamin H. (1998). »The Army in the Late Roman East: The Persian Wars and the Defense of the Byzantine Provinces«. The Near East Under Roman Rule: Selected Papers. Brill. ISBN 90-04-10736-3.
- Kia, Mehrdad (2016). The Persian Empire: A Historical Encyclopedia. ABC-CLIO. ISBN 978-1610693912.
- Lenski, Noel (2002). Failure of Empire: Valens and the Roman State in the Fourth Century A.D. University of California Press.
- Levi, A. H. T. (1994). »Ctesiphon«.  V Ring, Trudy; Salkin, Robert M.; La Boda, Sharon (ur.). International Dictionary of Historic Places. Taylor & Francis. ISBN 1-884964-03-6.
- Lightfoot, C. S. (1990). »Trajan's Parthian War and the Fourth-Century Perspective«. The Journal of Roman Studies. 80: 115–116. doi:10.2307/300283. JSTOR 300283. S2CID 162863957.
- Liska, George (1998). »Projection contra Prediction: Alternative Futures and Options«. Expanding Realism: The Historical Dimension of World Politics. Rowman & Littlefield. ISBN 0-8476-8680-9.
- Predloga:New Cambridge Medieval History
- Greatrex, Geoffrey B. (2005). »Byzantium and the East in the Sixth Century«.  V Maas, Michael (ur.). The Cambridge Companion to the Age of Justinian. Cambridge University Press. ISBN 0-521-81746-3.
- Mackay, Christopher S. (2004). »Caesar and the End of Republican Government«. Ancient Rome: A Military and Political History. Cambridge University Press. ISBN 0-521-80918-5.
- McDonough, S. J. (2006). »Persecutions in the Sasanian Empire«.  V Drake, Harold Allen (ur.). Violence in Late Antiquity: Perceptions and Practices. Ashgate. ISBN 0-7546-5498-2.
- Mikaberidze, Alexander (2015). Historical Dictionary of Georgia (2nd izd.). Rowman & Littlefield. ISBN 978-1442241466.
- Potter, David Stone (2004). »The Failure of the Severan Empire«. The Roman Empire at Bay: AD 180–395. Routledge. ISBN 0-415-10057-7.
- Rawlinson, George (2007) [1893]. Parthia. Cosimo. ISBN 978-1-60206-136-1.
- Shahbazi, A. SH. (1996–2007). »Historiography – Pre-Islamic Period«.  V Yarshater, Ehsan (ur.). Encyclopædia Iranica. Arhivirano iz prvotnega dne 29. januarja 2009.{{navedi enciklopedijo}}:  Vzdrževanje CS1: neustrezen URL (povezava)
- Shahîd, Irfan (1984). »Arab-Roman Relations«. Rome and the Arabs. Dumbarton Oaks. ISBN 0-88402-115-7.
- Predloga:Cambridge Ancient History
- Sicker, Martin (2000). »The Struggle over the Euphrates Frontier«. The Pre-Islamic Middle East. Greenwood. ISBN 0-275-96890-1.
- Sidnell, Philip (2006). »Imperial Rome«. Warhorse, Cavalry in the Ancient World. Continuum. ISBN 1-85285-374-3.
- Southern, Pat (2001). »Beyond the Eastern Frontiers«. The Roman Empire from Severus to Constantine. Routledge. ISBN 0-415-23943-5.
- Soward, Warren; Whitby, Michael; Whitby, Mary. »Theophylact Simocatta and the Persians« (PDF). Sasanika. Arhivirano iz prvotnega spletišča (PDF) dne 10. junija 2011. Pridobljeno 27. aprila 2008.
- Speck, Paul (1984). »Ikonoklasmus und die Anfänge der Makedonischen Renaissance«. Varia 1 (Poikila Byzantina 4). Rudolf Halbelt. str. 175–210.
- Suny, Ronald Grigor (1994). The Making of the Georgian Nation (Second izd.). Indiana University Press. ISBN 0-253-20915-3.
- Treadgold, Warren (1997). A History of the Byzantine State and Society. Stanford, California: Stanford University Press. ISBN 0-8047-2630-2.
- Verbruggen, J. F.; Willard, Sumner; Southern, R. W. (1997). »Historiographical Problems«. The Art of Warfare in Western Europe During the Middle Ages. Boydell & Brewer. ISBN 0-85115-570-7.
- Wagstaff, John (1985). »Hellenistic West and Persian East«. The Evolution of Middle Eastern Landscapes: An Outline to A.D. 1840. Rowman & Littlefield. ISBN 0-389-20577-X.
- Wheeler, Everett (2007). »The Army and the Limes in the East«.  V Erdkamp, Paul (ur.). A Companion to the Roman Army. Blackwell. ISBN 978-1-4051-2153-8.
- Predloga:Cambridge Ancient History
- Predloga:Cambridge Ancient History
- Williams, Stephen; Friell, Gerald (1999). »Imperial Wealth and Expenditure«. The Rome that Did Not Fall: The Survival of the East in the Fifth Century. Routledge. ISBN 0-415-15403-0.

### Citati
1. ↑  »LIBER DE CAESARIBUS«. www.thelatinlibrary.com. Pridobljeno 31. marca 2018.
2. ↑  »LacusCurtius • Cassius Dio's Roman History«. penelope.uchicago.edu. Pridobljeno 31. marca 2018.
3. ↑  (sieur), Charles Du Fresne Du Cange (31. marec 2018). »Chronicon paschale«. Impensis Ed. Weberi. Pridobljeno 31. marca 2018 – prek Google Books.
4. ↑  Corippus, Flavius Cresconius (1836). Johannidos: De laudibus Justini Augusti minor libri quattuor. Pridobljeno 31. marca 2018 – prek Internet Archive. Corippus. Johannidos.
5. ↑  »Eutropius: Abridgement of Roman History«. www.forumromanum.org. Arhivirano iz prvotnega dne 3. oktobra 2003. Pridobljeno 31. marca 2018.{{navedi splet}}:  Vzdrževanje CS1: neustrezen URL (povezava)
6. ↑  Livius. »Herodian's Roman History«. www.livius.org. Arhivirano iz prvotnega spletišča dne 4. maja 2015. Pridobljeno 31. marca 2018.
7. ↑  
»AncientSites.com«. Arhivirano iz prvotnega spletišča dne 21. junija 2011. Pridobljeno 8. junija 2008.
8. ↑  Stylite, Joshua the. »Joshua the Stylite, Chronicle composed in Syriac in AD 507 (1882) pp. 1-76«. www.tertullian.org. Pridobljeno 31. marca 2018.
9. ↑  »Justin XLI«. www.thelatinlibrary.com. Pridobljeno 31. marca 2018.
10. ↑  »Lactantius: de Mortibus Persecutorum«. www.thelatinlibrary.com. Pridobljeno 31. marca 2018.
11. ↑  »Freewebs.com«. Arhivirano iz prvotnega spletišča dne 22. maja 2011.
12. ↑  DocumentaCatholicaOmnia.eu
13. ↑  
»Humanities.uci.edu« (PDF). Arhivirano iz prvotnega spletišča (PDF) dne 10. junija 2011. Pridobljeno 27. aprila 2008.
14. ↑  »Vegetius Liber III«. www.thelatinlibrary.com. Pridobljeno 31. marca 2018.